# Göteborgs Vasa distrikt
Göteborgs Vasa distrikt (dansk: Göteborg Vasa Distrikt) er et folkebogføringsdistrikt i Göteborgs kommun og Västra Götalands län.
Distriktet ligger i det centrale Göteborg.

## Tidligere administrative forhold
Distriktet blev oprettet i 2016, og det udgør en del af det område, som før 1971 udgjorde Göteborgs stad.
Distriktet består af det område, der hørte til Göteborg Vasa Menighed (Göteborgs Vasa församling) ved årsskiftet 1999/2000.
Sognet blev udskilt af Domkyrkoförsamlingen i Göteborg (domkirkesognet) i 1908, og det fik sin nuværende udstrækning i 1929, da Johannebergs församling blev udskilt som et selvstændigt sogn.

57°41′49″N 11°58′24″Ø / 57.697°N 11.97339°Ø